# Parco nazionale Pribajkal'skij
Il parco nazionale Pribajkal'skij (in russo Национальный парк «Прибайкальский», Nacional'nyj park «Pribajkal'skij») si estende lungo la costa sud-occidentale del lago Bajkal, nella Siberia sud-orientale. Comprende il versante dei monti Primorskij che si affaccia sul lago, a ovest, e alcune isole al largo, come Ol'chon, a est. Si trova circa 50 km a sud-est della città di Irkutsk, nell'oblast' di Irkutsk. Viene gestito assieme ad altre tre riserve naturali e costituisce gran parte del sito patrimonio dell'umanità denominato «Lago Bajkal». L'Angara, emissario del lago Bajkal che prosegue la sua corsa verso ovest confluendo nell'Enisej, scorre attraverso il parco. Il parco è caratterizzato dalla presenza di una ricca biodiversità e di un alto numero di specie endemiche.

## Geografia

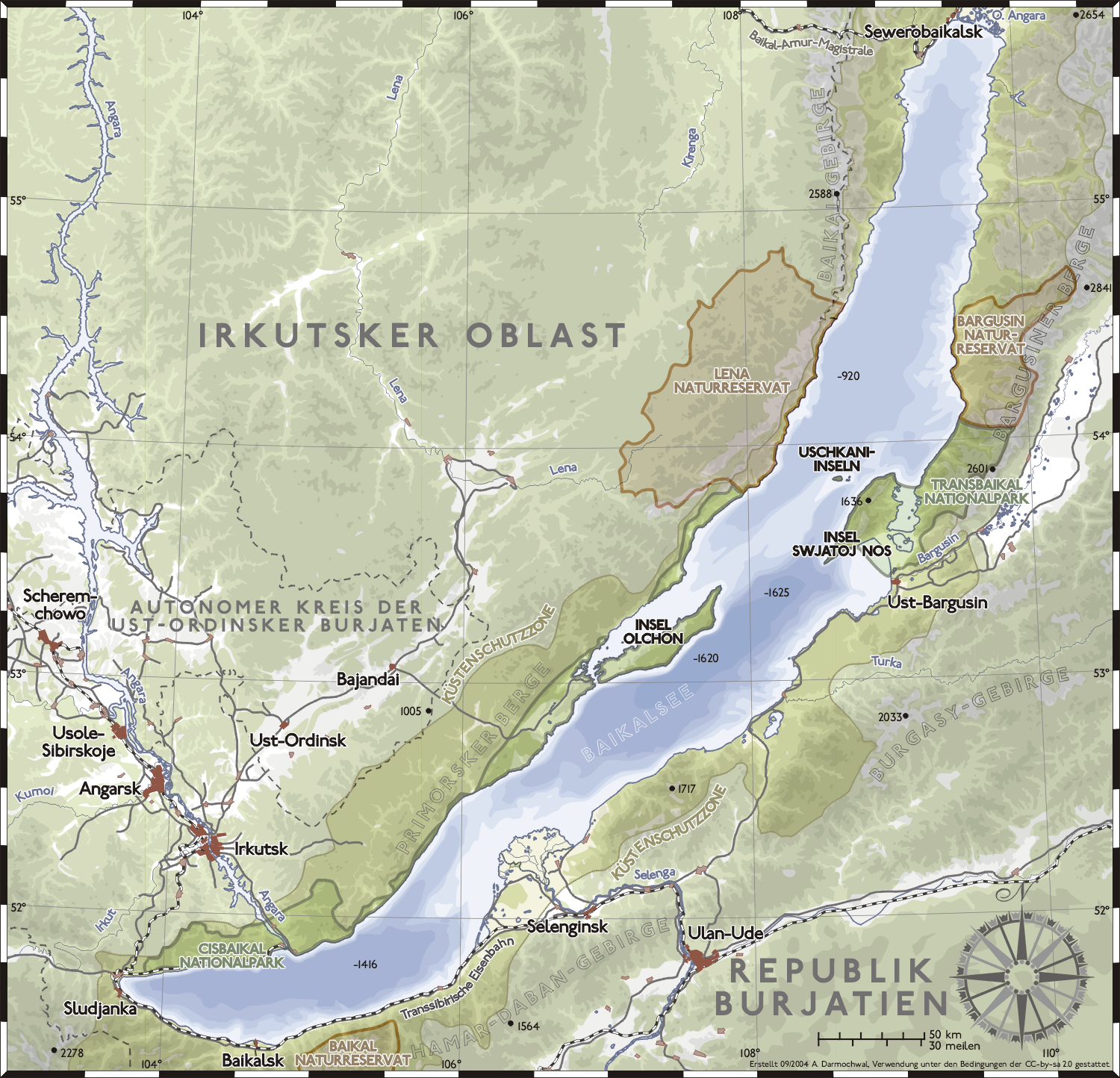
Le aree protette del lago Bajkal. Pribajkal'skij è la zona in verde scuro sulla costa occidentale; la riserva naturale Bajkal-Lena si trova a nord, lungo la stessa costa.

Il parco, costituito da una fascia costiera e dalla base delle montagne a ovest del lago, è caratterizzato dalla presenza uniforme di piccoli fiumi di montagna (meno di 10 km di lunghezza ciascuno): solo quattro superano i 25 km. Vi sono in tutto 150 torrenti e fiumi permanenti, 60 dei quali sfociano nel lago. I torrenti e i laghi della riserva sono alimentati dalle piogge e presentano una bassa salinità, a eccezione di 20 laghi carsici o di steppa. Oltre all'Angara, un altro fiume degno di nota è il Sarma (la cui vallata è la «sorgente» del vento omonimo, che può soffiare anche a 140 km/h). Le paludi, al contrario, sono scarse, e presenti solamente nelle basse pianure alluvionali.
Le montagne che si ergono a ovest del lago raggiungono un'altezza di 1100 m a sud e 1500 m a nord. Ol'chon è la quarta isola lacustre più grande del mondo: misura 71 km di lunghezza e 21 di larghezza, con una superficie totale di 730 km²; su di essa le acque superficiali sono molto scarse ed è presente un solo lago. Pur essendo ammantata di foreste, riceve quantità modeste di precipitazioni (250 mm all'anno in media).

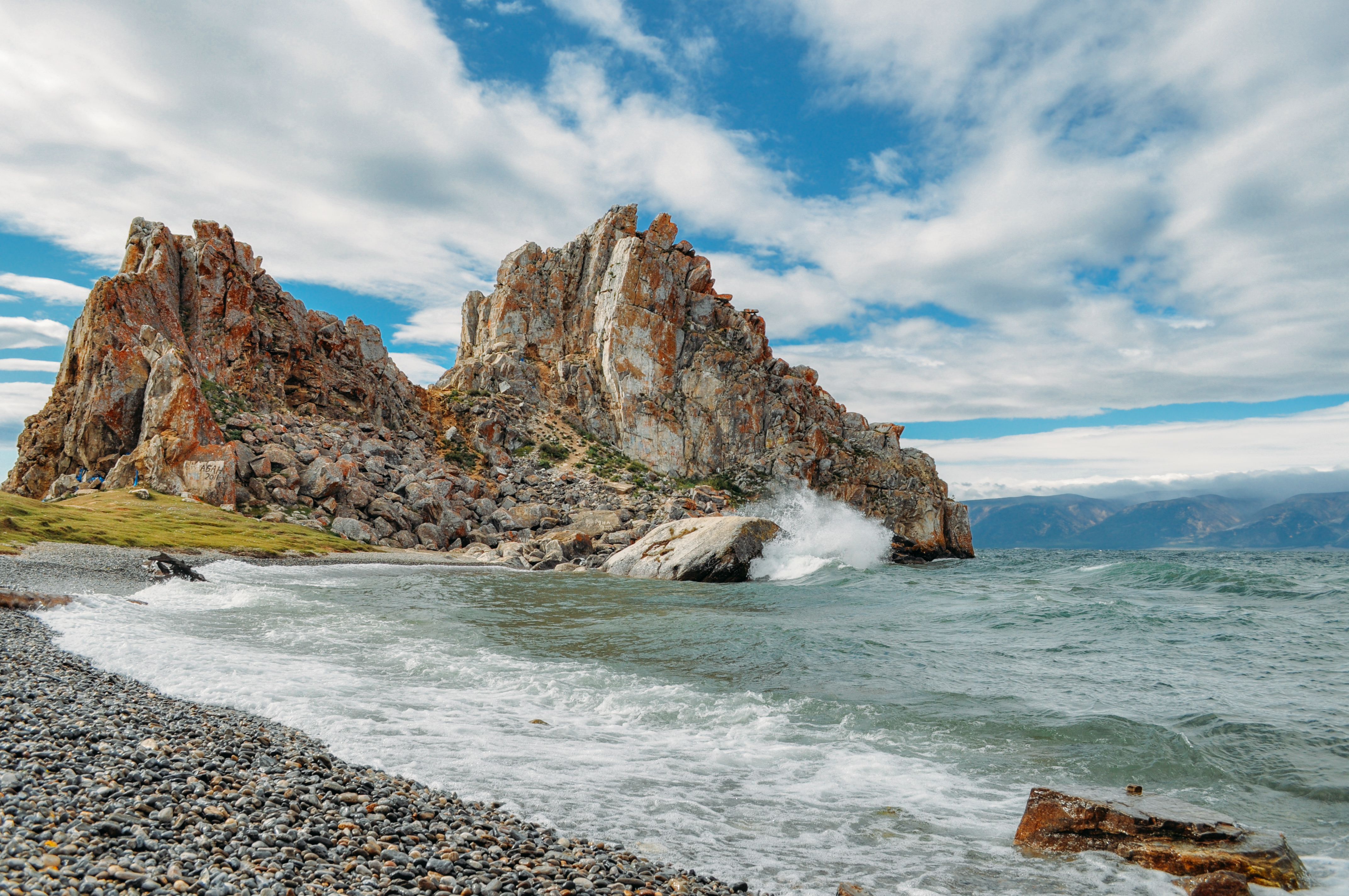
Lo «Scoglio dello Sciamano», sull'isola di Ol'chon.
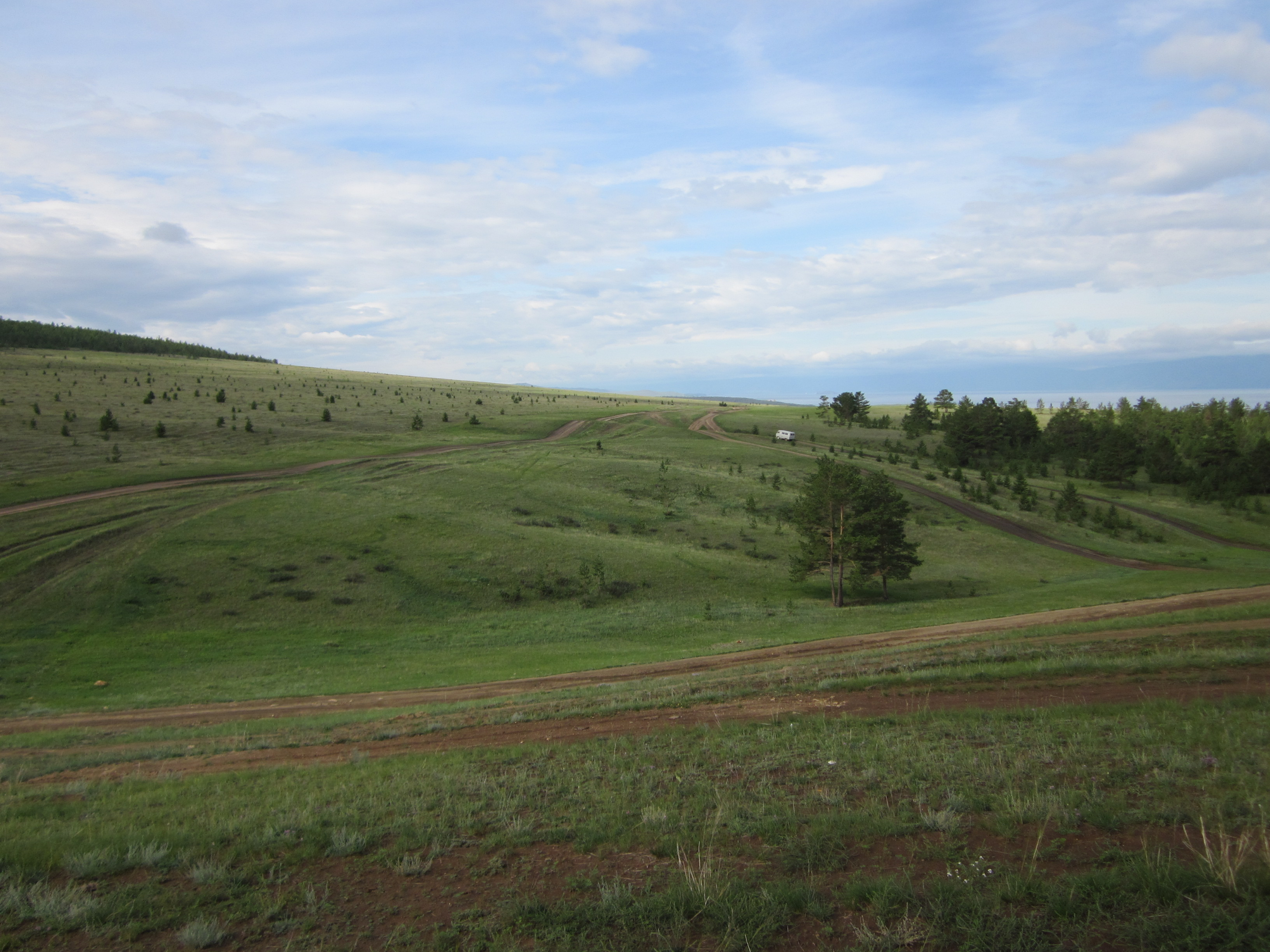
Vista dell'entroterra di Ol'chon (730 km²)
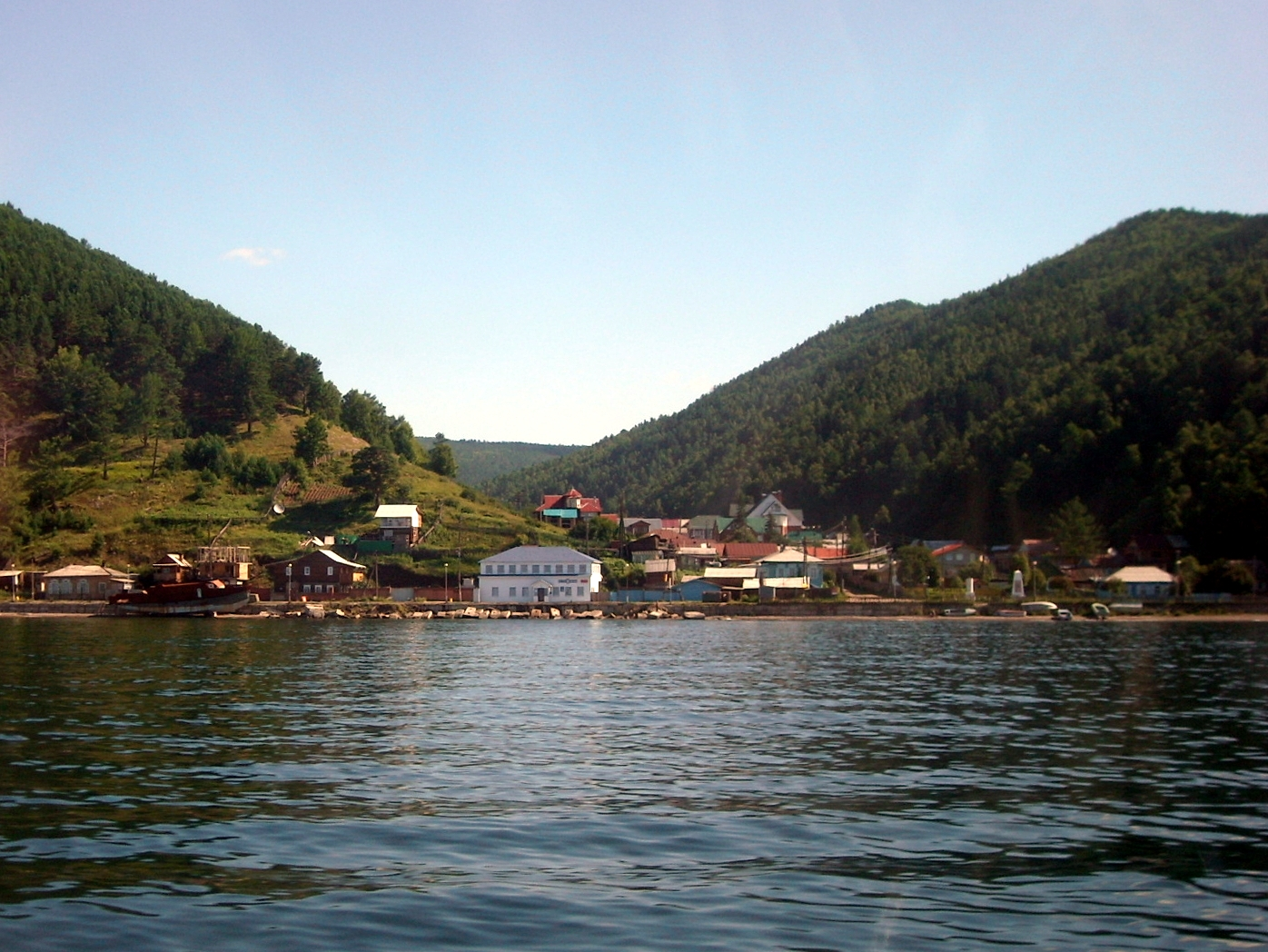
Listvjanka, dove l'Angara esce dal lago
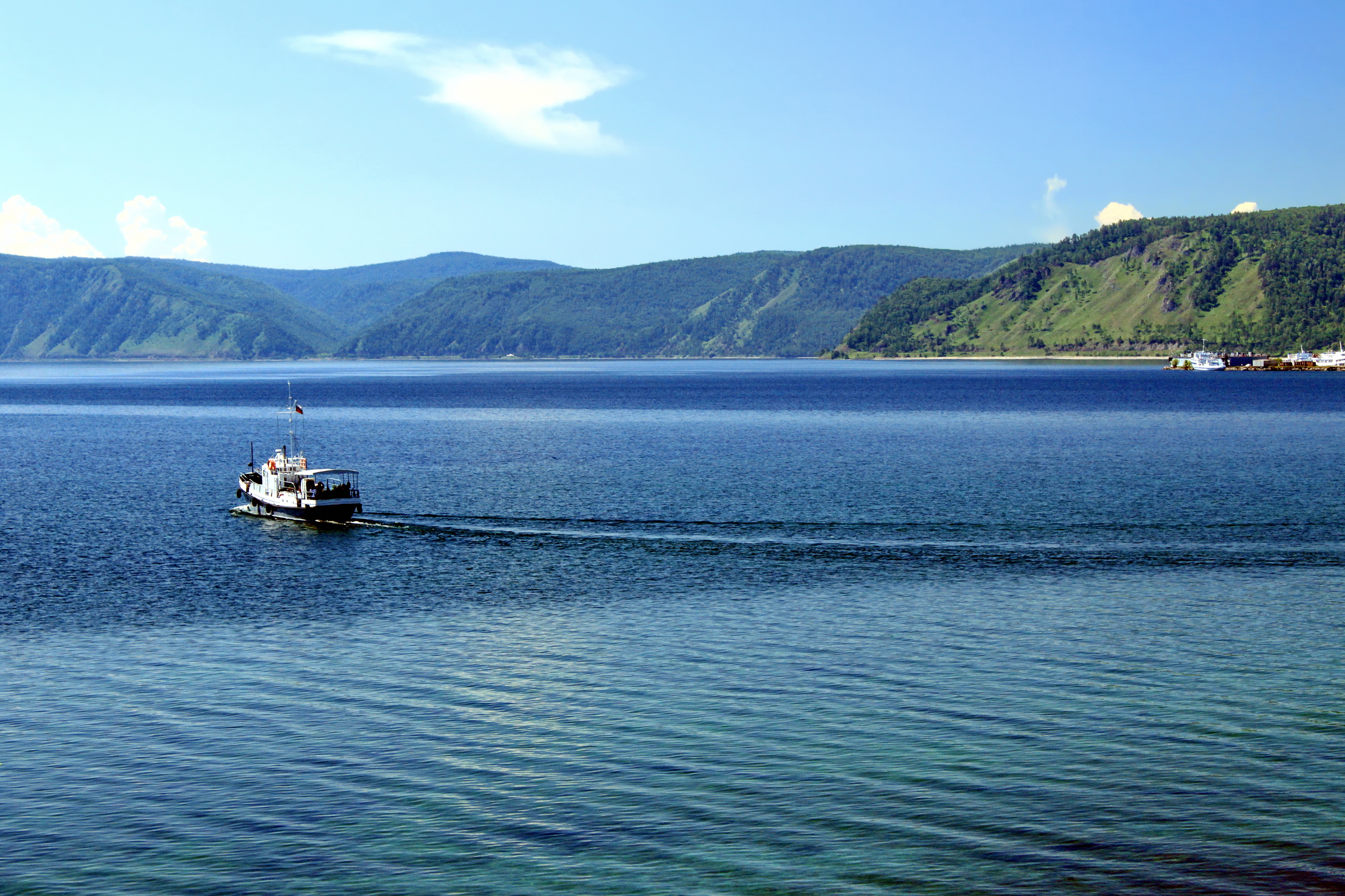
Il Bajkal visto da Listvjanka

## Clima
Pribajkal'skij è situato all'estremità centro-meridionale della «taiga della Siberia orientale» (WWF ID#601), una vasta ecoregione che ricopre la maggior parte della Siberia centrale. L'ecoregione è caratterizzata da temperature subartiche (il manto forestale è costituito da latifoglie e conifere), temperature continentali (con escursioni termiche elevate tra una stagione e l'altra) e inverni lunghi e secchi (a causa dell'anticiclone siberiano). Pribajkal'skij, che riceve 600 mm di precipitazioni all'anno, si trova nella regione più piovosa dell'intera ecoregione (le precipitazioni medie di quest'ultima variano tra 200 e 600 mm annui).
Per quanto riguarda l'habitat acquatico, il parco ricade nell'ecoregione di acqua dolce denominata «Lago Bajkal» (WWF ID#601), una regione che comprende le zone del bacino idrografico più adiacenti al lago. L'acqua del lago è caratterizzata da saturazione di ossigeno di oltre il 70% (perfino alle maggiori profondità), particolare limpidezza e basso contenuto di calcio. Ogni anno uno strato di ghiaccio ricopre la superficie da gennaio/febbraio a maggio. Sull'isola di Ol'chon le acque superficiali sono molto scarse.
Il clima di Pribajkal'skij è continentale mite (Dwb nella classificazione dei climi di Köppen), caratterizzato da quattro stagioni distinte, elevata escursione termica tra inverno ed estate, inverni lunghi e secchi ed estati brevi, calde e piovose. Le temperature medie variano tra i -29 °C di gennaio e i 26 °C di luglio. Le precipitazioni annue sono dell'ordine dei 610 mm.
| Carta climatica del parco nazionale Pribajkal'skij | Mesi | Mesi | Mesi | Mesi | Mesi | Mesi | Mesi | Mesi | Mesi | Mesi | Mesi | Mesi | Stagioni | Stagioni | Stagioni | Stagioni | Anno  |
| Carta climatica del parco nazionale Pribajkal'skij | Gen  | Feb  | Mar  | Apr  | Mag  | Giu  | Lug  | Ago  | Set  | Ott  | Nov  | Dic  | Inv      | Pri      | Est      | Aut      | Anno  |
| -------------------------------------------------- | ---- | ---- | ---- | ---- | ---- | ---- | ---- | ---- | ---- | ---- | ---- | ---- | -------- | -------- | -------- | -------- | ----- |
| T. max. media (°C)                                 | −18  | −13  | −2   | 9    | 17   | 24   | 26   | 23   | 16   | 7    | −6   | −16  | −15,7    | 8        | 24,3     | 5,7      | 5,6   |
| T. min. media (°C)                                 | −29  | −26  | −17  | −5   | 2    | 9    | 13   | 11   | 3    | −5   | −17  | −26  | −27      | −6,7     | 11       | −6,3     | −7,3  |
| Precipitazioni (mm)                                | 7,6  | 5,1  | 7,6  | 15,0 | 25,0 | 58,0 | 97,0 | 86,0 | 46,0 | 18,0 | 15,0 | 13,0 | 25,7     | 47,6     | 241,0    | 79,0     | 393,3 |

## Flora
Le pendici delle montagne che si affacciano sul Bajkal sono ricoperte da foreste di pini e larici. Sulle cime più umide crescono pini e abeti siberiani, mentre nelle vallate la copertura arborea è costituita per lo più da abeti rossi, larici, ontani, pioppi tremuli e betulle. La biodiversità e il tasso di endemismi è molto alto: nel parco e nelle aree adiacenti sono state censite in tutto 1385 tra specie e sottospecie di piante vascolari, 339 specie di muschi, 676 specie e sottospecie di licheni e 655 specie di funghi: di queste, 557 sono endemiche del parco.

## Fauna
Come tra le piante, anche tra gli animali la biodiversità è elevata. Qui sono state censite oltre 2500 specie, molte delle quali endemiche. Nel parco vivono 220 specie di vertebrati terrestri. Gli ungulati sono quelli tipici della taiga siberiana: wapiti, caprioli siberiani e alci. Tra i carnivori sono presenti lo zibellino, la donnola siberiana e l'ermellino. Nelle distese erbose vivono la puzzola delle steppe, il citello dalla coda lunga (un tipo di scoiattolo di terra), l'allodola comune e il nibbio bruno. Sulle sporgenze rocciose difficili da raggiungere e sulle isole si incontrano il colombo torraiolo e il rondone codaforcuta. Il mammifero più grande del lago è la foca del Bajkal.

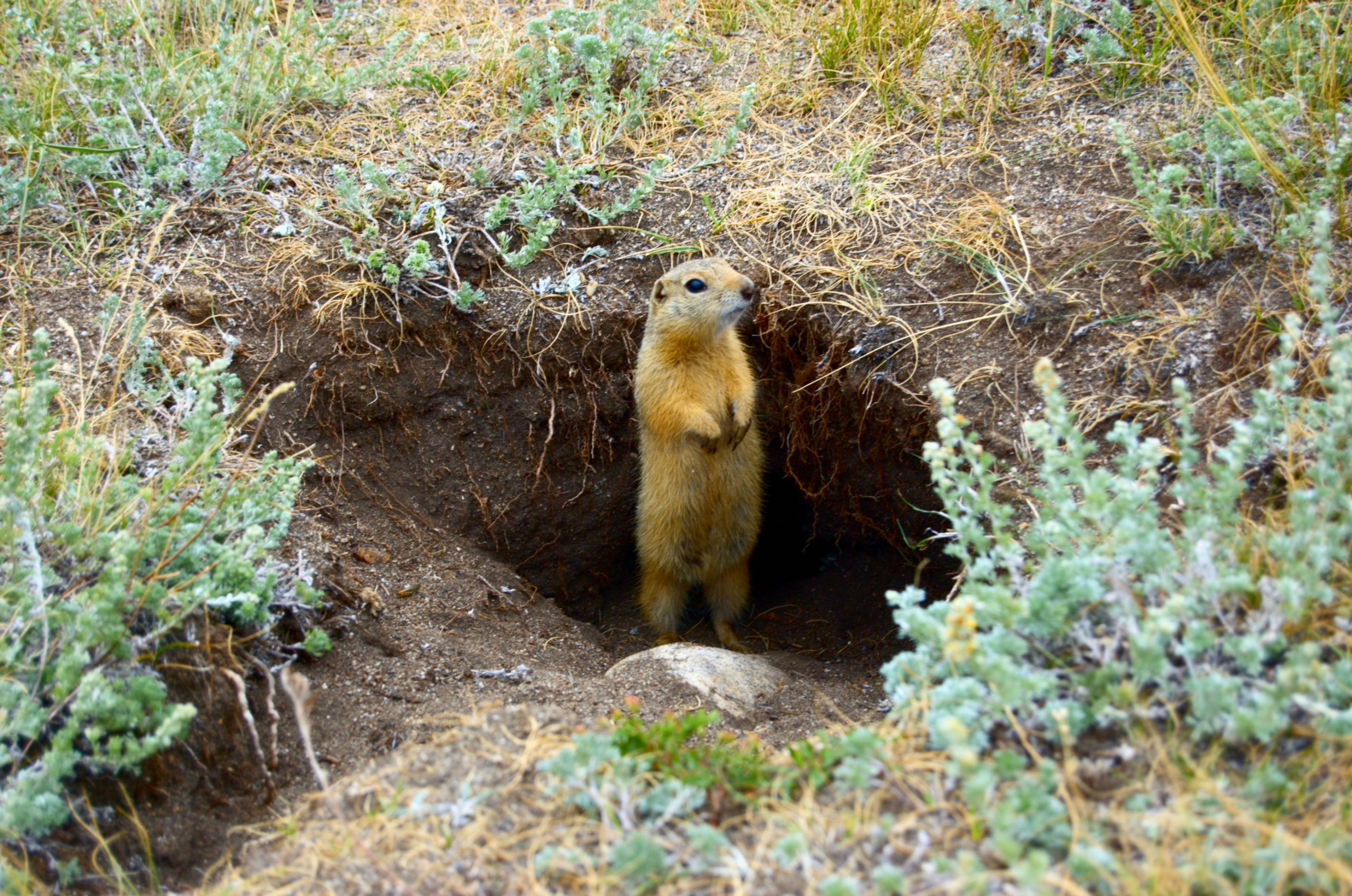
Citello sull'isola di Ol'chon
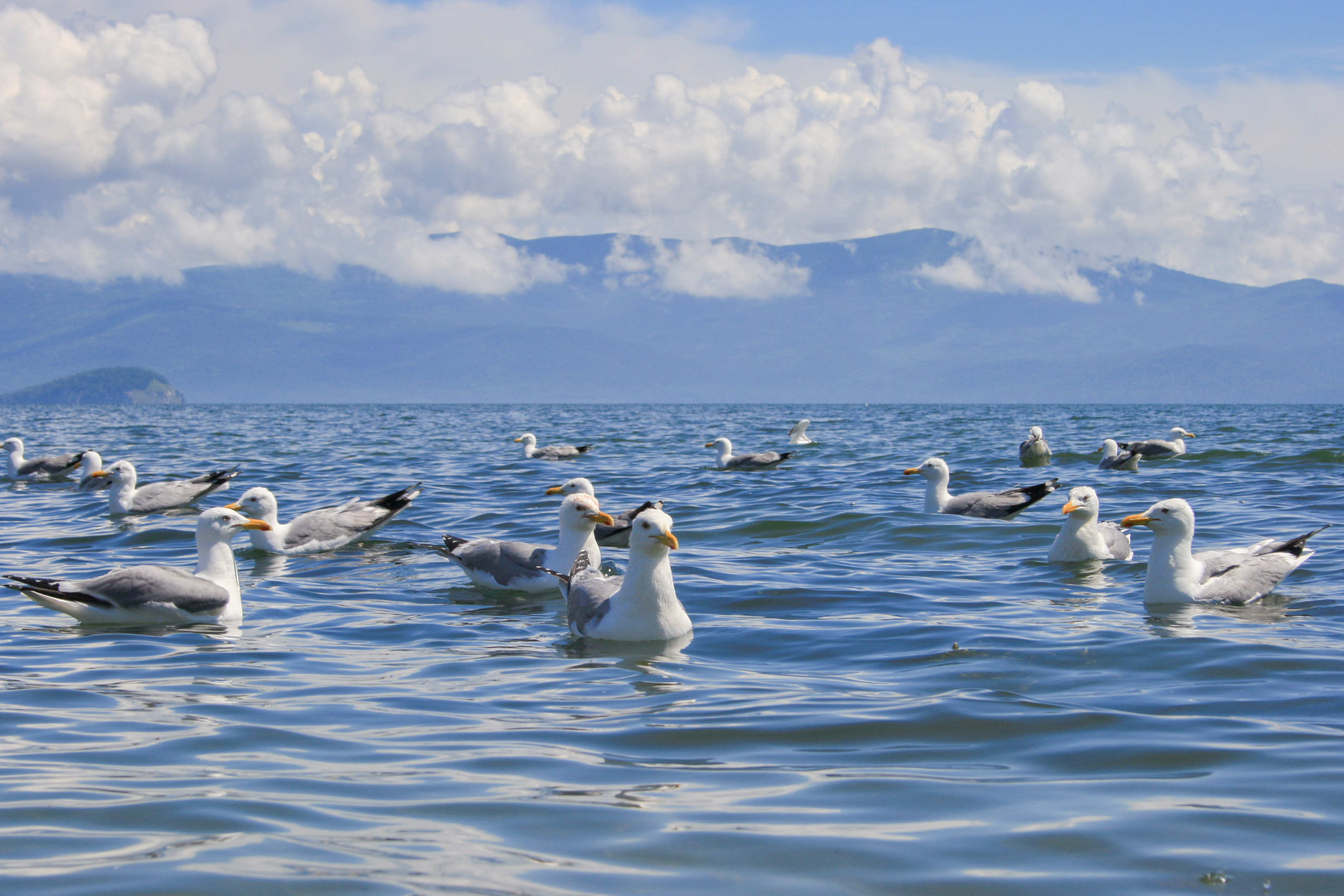
Gabbiani della Vega sul Bajkal
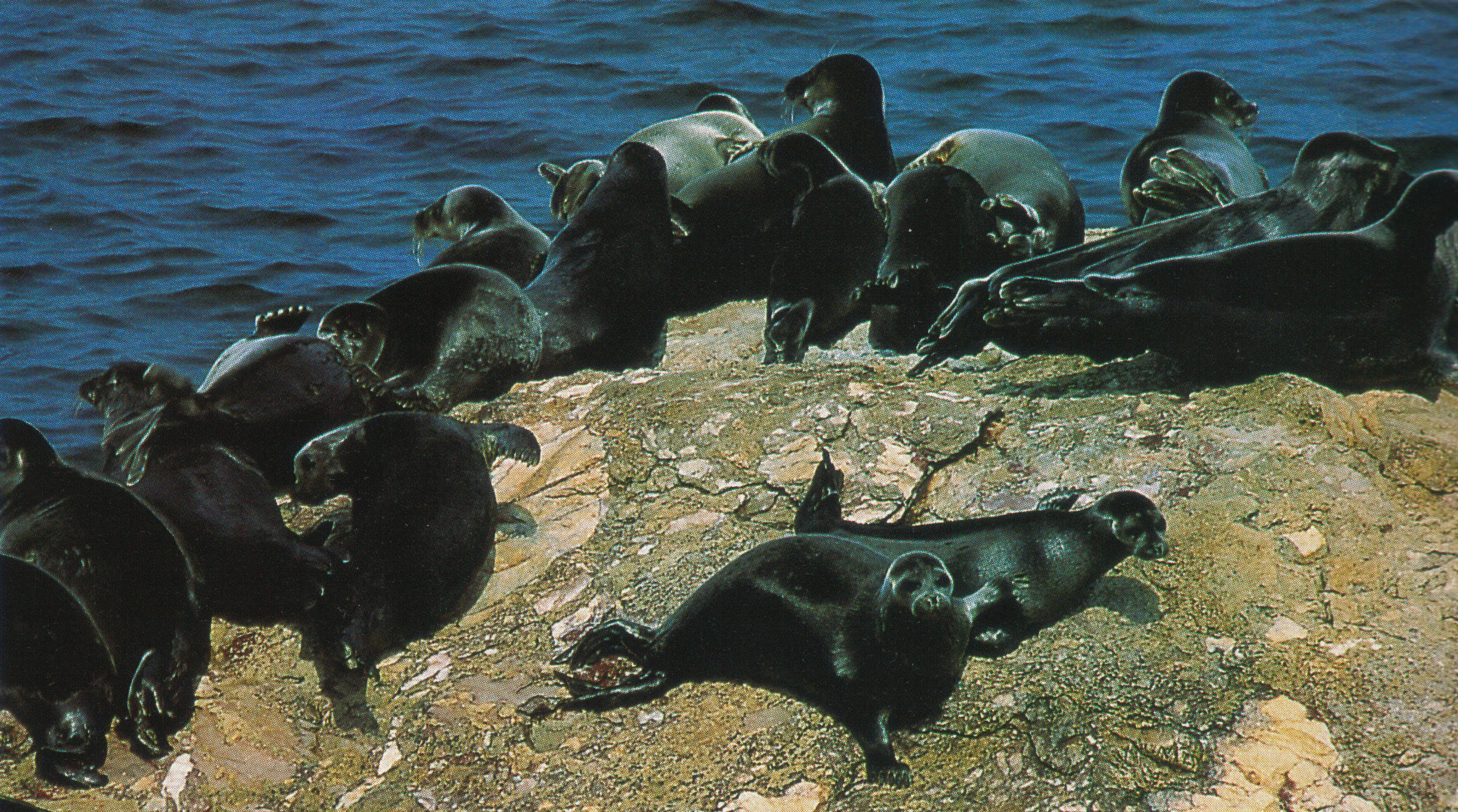
Foche del Bajkal, endemiche del lago

## Storia
Il sito su cui sorge il parco è abitato fin dall'antichità: la più alta concentrazione di siti archeologici si trova lungo il lago. Oggi, sull'isola di Och'hon vivono 1500 buriati, gli abitanti originari della regione. Il parco nazionale Pribajkal'skij e la riserva naturale (zapovednik) del Bajkal-Lena furono istituiti nel 1986 e posti sotto la gestione comune della «FGBU Zapovednoe Bajkal». Come in molti altri parchi nazionali russi, all'interno del parco sorgono alcuni piccoli insediamenti, come Bol'šie Koty, sulle sponde del lago.

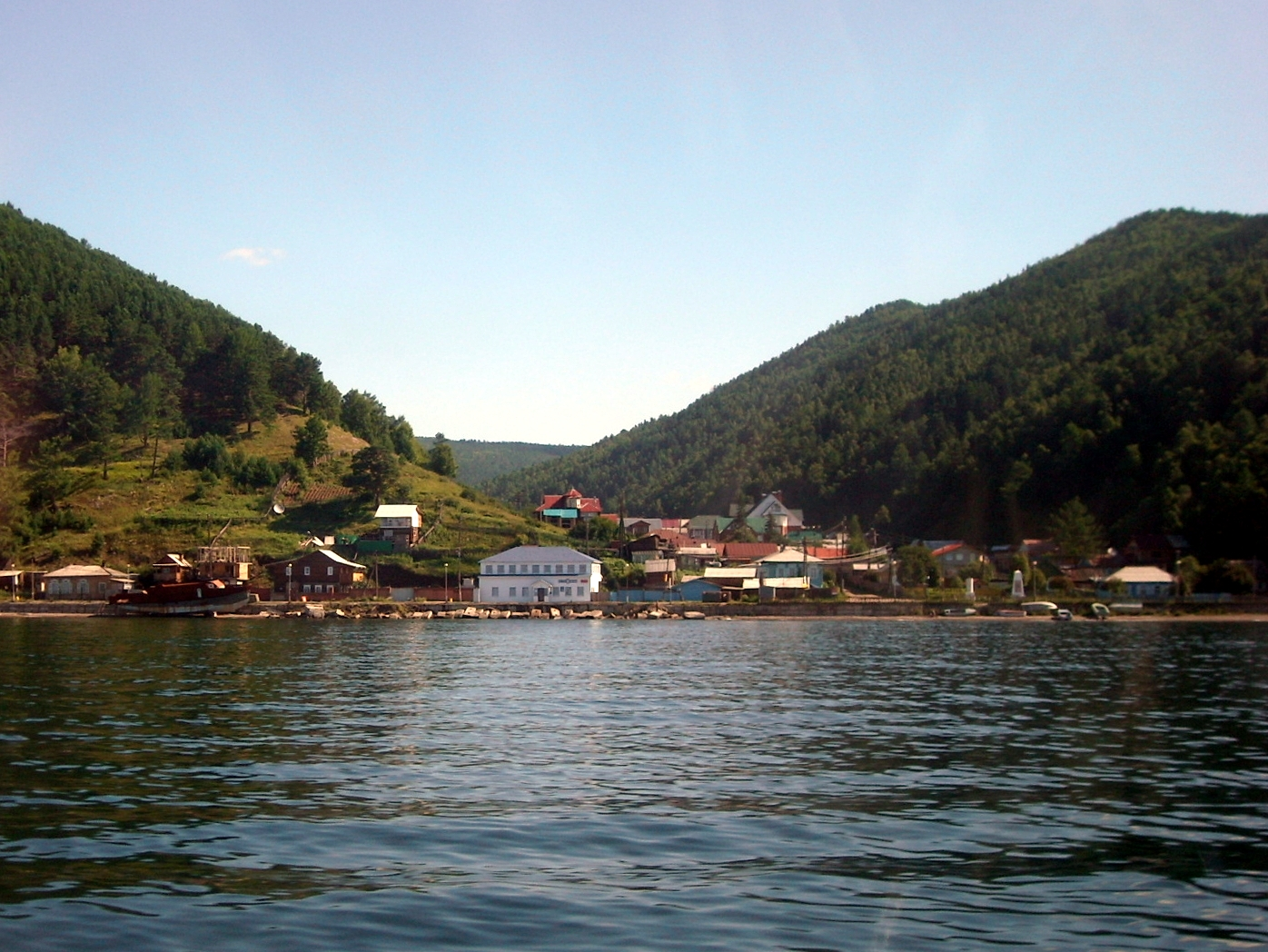
Listvjanka, un insediamento dove l'Angara esce dal lago
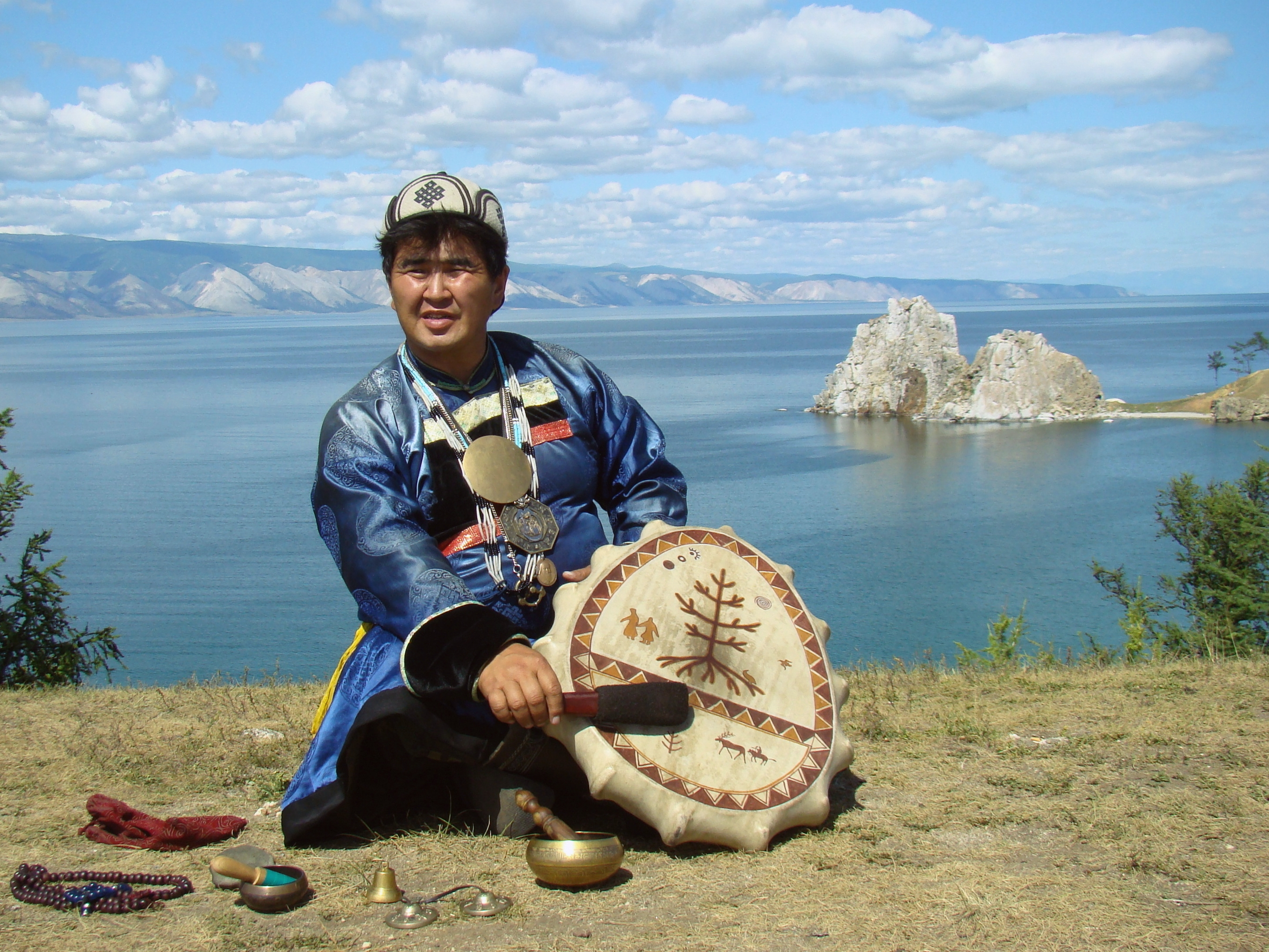
Sciamano buriato sull'isola di Ol'chon
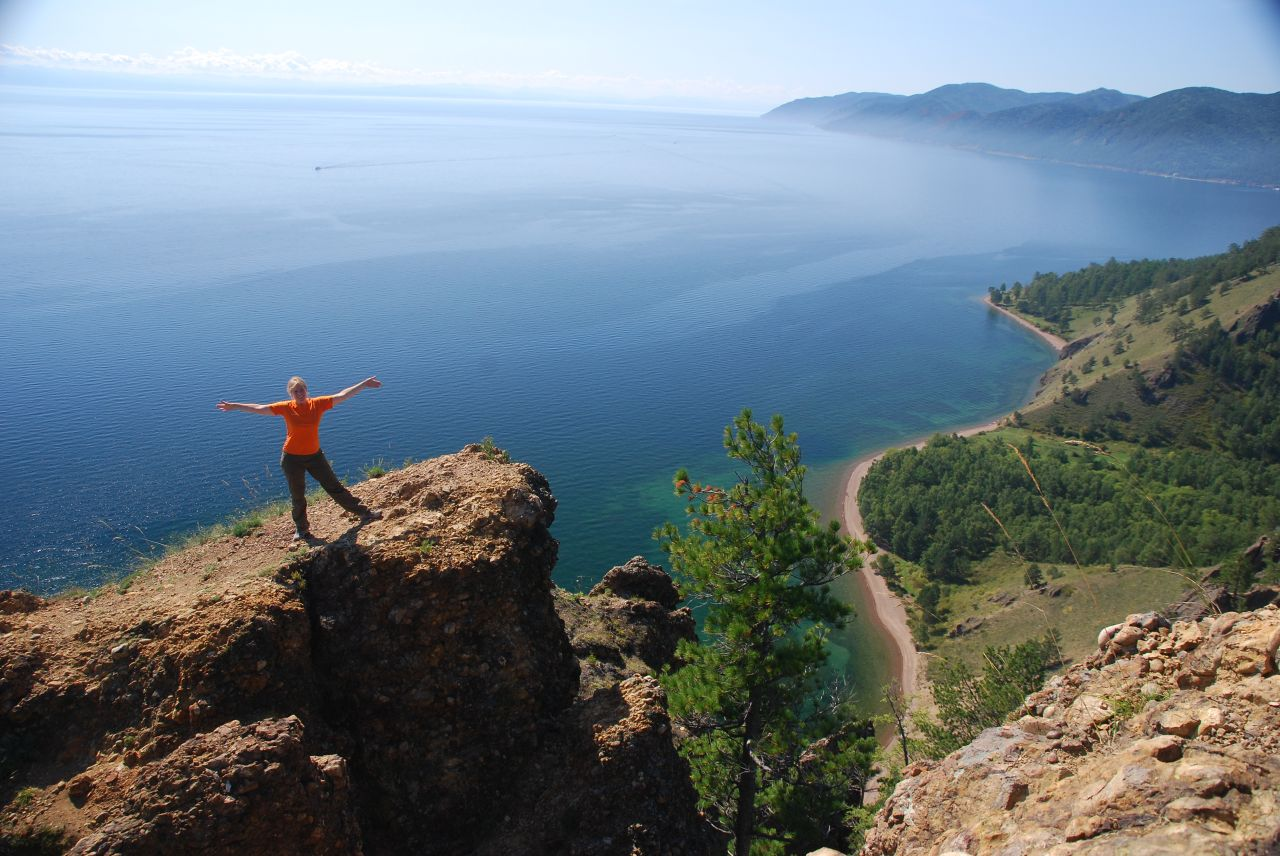
Sentiero panoramico sul Bajkal

## Turismo
Pribajkal'skij riceve la maggior parte dei turisti, sia russi che stranieri, grazie al lago Bajkal (oltre 400000 all'anno in tutto). La necessità di bilanciare le attività ricreative con la conservazione della natura è una parte importante della missione del parco. Il parco è aperto tutto l'anno. Listvjanka, all'interno del parco, è raggiungibile da Irkutsk con autobus e traghetti, e l'isola di Ol'chon è raggiungibile con un traghetto. Quattro insediamenti nel parco sono dotati di hotel e servizi turistici, e vicino a Listvjanka c'è un museo. Il Great Baikal Trail corre lungo la costa occidentale del lago attraverso il Pribajkal'skij; durante l'inverno, il percorso ad anello è percorribile con pattini, sci e motoslitte per consentire ai turisti di osservare le formazioni di ghiaccio.